# قرار مجلس الأمن التابع للأمم المتحدة رقم 1898
قرار مجلس الأمن التابع للأمم المتحدة رقم 1898 المتخذ في 14 ديسمبر 2009.

## القرار
حثّ المجلس الأطراف في قبرص على الاستفادة من التقدم السابق في المفاوضات من أجل إعادة توحيد الجزيرة المقسمة عن طريق تكثيف زخم المحادثات، ومدد مجلس الأمن ولاية قوة حفظ السلام، المعروفة باسم قوة الأمم المتحدة لحفظ السلام في قبرص، حتى 15 حزيران / يونيو 2010 .
وبتصويت 14 صوتا مؤيدا مقابل صوت واحد ضد (تركيا)، اتخذ المجلس القرار 1898 (2009)، الذي حث أيضا الجانبين اليوناني والقبرصي التركي على اتخاذ تدابير لبناء الثقة، بما في ذلك فتح نقاط عبور إضافية.
من خلال القرار، دعا المجلس الجانبين إلى مواصلة الانخراط على وجه السرعة، بالتشاور مع قوة الأمم المتحدة، بشأن ترسيم حدود المنطقة العازلة وبشأن مذكرة الأمم المتحدة لعام 1989، بهدف التوصل في وقت مبكر إلى الاتفاق على القضايا المعلقة.
كما دعا القوات القبرصية التركية والقوات التركية إلى إعادة الوضع العسكري الذي كان قائماً في ستروفيليا قبل 30 حزيران / يونيو 2009.
أوضح ممثل تركيا، مفسراً تصويته السلبي، أنه اعترض على الإشارات إلى «حكومة قبرص»، حيث لم تكن هناك حكومة مشتركة تمثل جميع سكان الجزيرة منذ انهيار دولة الشراكة في عام 1963، عندما طرد القبارصة الأتراك من جميع مؤسسات الدولة.
وقال إنه منذ ذلك الحين، عاش القبارصة اليونانيون والأتراك تحت إدارات منفصلة. وأكد أن اعتبارات «حكومة قبرص» كانت العقبة الرئيسية أمام إيجاد حل عادل ودائم لمدة 45 عاما.
بالإضافة إلى ذلك، قال إن القرار فشل في الحصول على موافقة مفتوحة من الجانبين لتمديد المهمة. كما أنه لم يشر إلى القرار 1250 (1999)، الذي كان مصدر مهمة المساعي الحميدة للأمين العام، والتي أيدتها تركيا بالكامل.
ورحب بالتقدم المحرز حتى الآن في المفاوضات التي تهدف إلى إقامة دولة شراكة مع حكومة اتحادية من الدولتين، على النحو الذي اتفق عليه الزعيمان، على أساس معايير الأمم المتحدة الراسخة، وهي: منطقتان، والمساواة السياسية ومكانة متساوية بين الشعبين.